# Rutherfurd (kráter)
Nezaměňovat s jiným měsíčním kráterem podobného jména – Rutherford.

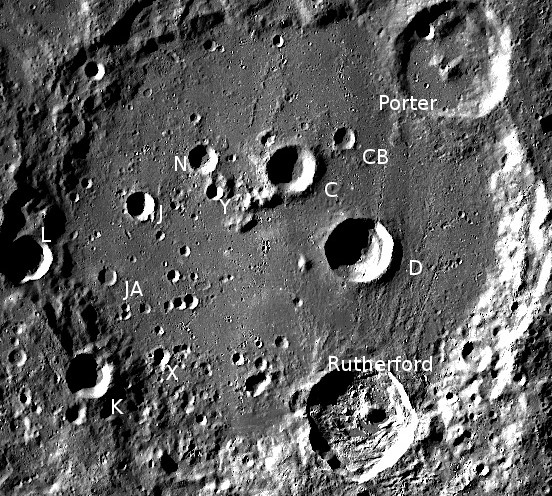
Poloha kráteru Rutherfurd (na snímku je chybně označen jako Rutherford).

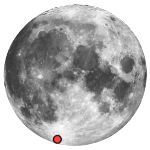
Poloha kráteru Rutherfurd na přivrácené straně Měsíce.

Rutherfurd je impaktní kráter oválného tvaru nacházející se na jihovýchodním okraji valové roviny Clavius v jižním sektoru přivrácené strany Měsíce. Má rozměry 48 × 54 km.
Rutherfurd je prvním a největším v řetězci postupně se zmenšujících kráterů uvnitř Clavia, který se stáčí proti směru hodinových ručiček a může posloužit jako test pro amatérské dalekohledy. Za ním následují Clavius D, Clavius C, Clavius N, Clavius J, Clavius JA (nejmenší).
Severo-severovýchodně od Rutherfurda leží na severovýchodní části okrajového valu Clavia kráter Porter, jižně pak Gruemberger (průměr 94  km).

## Název
Pojmenován je podle amerického právníka a astronoma Lewise Morrise Rutherfurda, jenž proslul fotografiemi Slunce a Měsíce (tzv. astrofotografie).

## Satelitní krátery
V okolí kráteru se nachází několik dalších kráterů. Ty byly označeny podle zavedených zvyklostí jménem hlavního kráteru a velkým písmenem abecedy a všechny leží vně kráteru Clavius.
| Rutherfurd | Sel. šířka | Sel. délka | Průměr |
| ---------- | ---------- | ---------- | ------ |
| A          | 62.2° J    | 11.9° Z    | 10 km  |
| B          | 62.6° J    | 11.4° Z    | 6 km   |
| C          | 62.5° J    | 10.7° Z    | 14 km  |
| D          | 63.2° J    | 8.8° Z     | 8 km   |
| E          | 62.8° S    | 8.3° Z     | 9 km   |